# Worlds in Harmony: Dialogues on Compassionate Action
A Worlds in Harmony (magyarul: Világok harmóniában) című könyv hét nyugati tudós és a 14. dalai láma, Tendzin Gyaco eszmecseréjét tartalmazza olyan témákról, mint a városi bűnözés, a környezetszennyezés, a nők szerepe, a háborúk és korunk egyéb szörnyűségei. A buddhizmus ősi látásmódja találkozik a modern nyugati pszichológia tudományával. A könyv előszavát Daniel Goleman amerikai pszichológus írta.
A magas rangú tibeti láma kifejti a szenvedés természetét és elmagyarázza, miképp szüntethető meg együtt érző cselekedeteken keresztül. A könyv legfőbb témája, hogy mivel minden érző lény igyekszik elkerülni a fájdalmat, ezért az emberi értelem használatával eljuthat az ember ahhoz a felismeréshez, hogy felelősséggel tartozik másokkal szemben, hogy enyhítsen azok szenvedésein. A könyv a tudatosság és a helyes cselekvés közötti kapcsolat természetébe ad bepillantást és hidat épít az öntudatosság és a globális törődés között. A dalai láma felhívja a figyelmet, hogy a tudásnak nincs sok haszna, ha tettek nem követik a felismerések.
A könyvnek nem jelent meg magyar nyelvű kiadása.